# Saison 2015-2016 du Castres olympique
Cette page présente la saison 2015-2016 du Castres olympique en Top 14 et en Challenge européen.

## Entraîneurs
- Christophe Urios (directeur sportif)
- Joe El Abd (entraîneur des avants)
- Frédéric Charrier (entraîneur des arrières)

## La saison
Budget
Avec un budget de 20,34 millions d'euros, celui-ci est le 9e budget, sur 14, du Top 14.

## Calendrier et résultats[1]

### Matchs amicaux
- SC Albi - Castres olympique : 12-24
- Castres olympique  - US Montauban : 28-14
- Castres olympique  - Connacht Rugby  : 19-5

### Top 14
| - Union Bordeaux Bègles - Castres olympique : 19-16 - Castres olympique - RC Toulon : 24-9 - Stade toulousain - Castres olympique: 37-20 - Castres olympique - US Oyonnax : 35-26 - Stade français - Castres olympique : 22-9 - Castres olympique - FC Grenoble : 23-31 - ASM Clermont - Castres olympique : 42-13 - Castres olympique - Racing 92 : 34-8 - SU Agen - Castres olympique : 18-23 - Castres olympique - Montpellier HR : 34-19 - Castres olympique - CA Brive : 23-8 - Stade rochelais - Castres olympique : 25-21 - Section paloise - Castres olympique : 21-16 | - Castres olympique - Union Bordeaux Bègles : 19-9 - RC Toulon - Castres olympique : 17-7 - Castres olympique - Stade toulousain : 15-9 - US Oyonnax - Castres olympique : 20-25 - Castres olympique - Stade français : 35-14 - FC Grenoble - Castres olympique : 28-33 - Castres olympique - ASM Clermont : 17-28 - Racing 92 - Castres olympique : 9-13 - Castres olympique - SU Agen : 50-6 - Montpellier HR - Castres olympique : 22-19 - CA Brive - Castres olympique : 23-22 - Castres olympique - Stade rochelais : 67-20 - Castres olympique - Section paloise : 37-6 |

| Rang | Club                   | J  | V  | N | D  | Em | Ee | Bo | Bd | Pm  | Pe  | Diff | Pts |
| ---- | ---------------------- | -- | -- | - | -- | -- | -- | -- | -- | --- | --- | ---- | --- |
| 1    | ASM Clermont           | 26 | 18 | 1 | 7  | 75 | 31 | 10 | 4  | 735 | 431 | +304 | 88  |
| 2    | RC Toulon              | 26 | 16 | 0 | 10 | 89 | 35 | 11 | 7  | 764 | 446 | +318 | 82  |
| 3    | Montpellier HR         | 26 | 18 | 0 | 8  | 68 | 49 | 7  | 2  | 723 | 569 | +154 | 81  |
| 4    | Racing 92              | 26 | 18 | 1 | 7  | 62 | 36 | 5  | 2  | 614 | 522 | +92  | 81  |
| 5    | Stade toulousain       | 26 | 16 | 2 | 8  | 76 | 33 | 7  | 4  | 680 | 393 | +287 | 79  |
| 6    | Castres olympique      | 26 | 15 | 0 | 11 | 67 | 35 | 6  | 5  | 650 | 496 | +154 | 71  |
| 7    | Union Bordeaux Bègles  | 26 | 14 | 2 | 10 | 44 | 45 | 3  | 4  | 552 | 503 | +49  | 67  |
| 8    | CA Brive               | 26 | 13 | 1 | 12 | 42 | 48 | 4  | 4  | 540 | 544 | -4   | 62  |
| 9    | Stade rochelais        | 26 | 11 | 0 | 15 | 49 | 60 | 4  | 6  | 553 | 656 | -103 | 54  |
| 10   | FC Grenoble            | 26 | 10 | 0 | 16 | 58 | 90 | 4  | 3  | 605 | 779 | -174 | 47  |
| 11   | Section paloise P      | 26 | 10 | 1 | 15 | 30 | 73 | 1  | 3  | 420 | 675 | -255 | 46  |
| 12   | Stade français Paris T | 26 | 9  | 0 | 17 | 44 | 60 | 2  | 3  | 543 | 631 | -88  | 41  |
| 13   | SU Agen P              | 26 | 5  | 0 | 21 | 47 | 99 | 1  | 5  | 531 | 846 | -315 | 26  |
| 14   | Oyonnax Rugby          | 26 | 5  | 0 | 21 | 37 | 92 | 2  | 2  | 429 | 847 | -418 | 24  |

### Phases finales

#### Barrage
Opposé au Montpellier HR, qui a terminé 3e de la phase régulière, le Castres olympique est éliminé de la compétition par son adversaire par 28 à 9  .
| 12 juin 2016 16h15 | Montpellier HR | 28–9 (11–3) | Castres olympique                                    | Altrad Stadium, Montpellier Arbitre : L. Cardona |
| 12 juin 2016 16h15 | Essai(s) : Nagusa (13e) Willemse (52e) Spies (75e) Transformation(s) : Catrakilis 2 (53e, 76e) Pénalité(s) : Catrakilis 3 (9e, 34e, 74e) |             | Pénalité(s) : Urdapilleta (38e) Kockott 2 (49e, 65e) | Altrad Stadium, Montpellier Arbitre : L. Cardona |
| 12 juin 2016 16h15 | |             |                                                      | Altrad Stadium, Montpellier Arbitre : L. Cardona |

### Coupe d'Europe
Dans le Challenge européen le Castres olympique fait partie de la poule 2 et sera opposé aux Anglais de Sale Sharks, aux Gallois du Newport Dragons et aux Français de la Section paloise.
| - Section paloise - Castres olympique : 21-30 - Castres olympique - Newport Dragons : 32-29 - Castres olympique - Sale Sharks : 10-17 | - Castres olympique - Section paloise : 24-7 - Newport Dragons - Castres olympique : 31-18 - Sale Sharks - Castres olympique : 31-10 |

Avec 3 victoires et 3 défaites, le Castres olympique termine 3e de la poule 2 et n'est pas qualifié.

| Rang | Équipe                | J | V | N | D | Em | Ee | Bo | Bd | Pm  | Pe  | Diff | Pts |
| ---- | --------------------- | - | - | - | - | -- | -- | -- | -- | --- | --- | ---- | --- |
| 1    | Sale Sharks           | 6 | 5 | 0 | 1 | 20 | 9  | 3  | 0  | 154 | 78  | +76  | 23  |
| 2    | Newport Gwent Dragons | 6 | 4 | 0 | 2 | 17 | 16 | 3  | 1  | 151 | 117 | +34  | 20  |
| 3    | Castres olympique     | 6 | 3 | 0 | 3 | 14 | 15 | 2  | 1  | 124 | 136 | -12  | 15  |
| 4    | Section paloise       | 6 | 0 | 0 | 6 | 9  | 20 | 0  | 0  | 68  | 166 | -98  | 0   |

## Effectif 2015-2016
L'effectif est composé de 35 joueurs au maximum comme l'impose le règlement administratif de la LNR. Suivant l'article 23.2 de ce règlement, le nombre de joueurs non issus des filières de formation (NON JIFF) est limité à 16 pour la saison 2015-2016.
| Nom                  | Poste               | Naissance         | Nationalité sportive | Sélections (pts marqués) | Dernier club       | Arrivée au club | Fin de contrat | Joueur issu des filières de formation |
| -------------------- | ------------------- | ----------------- | -------------------- | ------------------------ | ------------------ | --------------- | -------------- | ------------------------------------- |
| Mathieu Bonello      | Talonneur           | 23 septembre 1982 | France               | -                        | UA Gaillac         | 2007            | 2016           | JIFF                                  |
| Brice Mach           | Talonneur           | 2 avril 1986      | France               | 3 (0)                    | SU Agen            | 2011            | 2017           | JIFF                                  |
| Marc-Antoine Rallier | Talonneur           | 2 décembre 1988   | France               | -                        | Colomiers rugby    | 2011            | 2017           | JIFF                                  |
| Yannick Forestier    | Pilier              | 3 janvier 1982    | France               | 11 (0)                   | US Colomiers       | 2004            | 2016           | JIFF                                  |
| Mihaita Lazăr        | Pilier              | 29 octobre 1986   | Roumanie             | 28 (5)                   | CA Saint-Étienne   | 2012            | 2016           | NON JIFF                              |
| Lucas Martinez       | Pilier              | 1er janvier 1989  | Argentine            | -                        | Lomas Club         | 2015            | 2016           | NON JIFF                              |
| Yohan Montès         | Pilier              | 7 février 1985    | France               | -                        | Stade toulousain   | 2014            | 2016           | JIFF                                  |
| Eric Sione           | Pilier              | 29 octobre 1992   | Nouvelle-Zélande     | -                        | Wellington         | 2015            | 2016           | NON JIFF                              |
| Antoine Tichit       | Pilier              | 13 juin 1989      | France               | -                        | US Oyonnax         | 2015            | 2018           | JIFF                                  |
| Karena Wihongi       | Pilier              | 29 septembre 1979 | Nouvelle-Zélande     | -                        | Sale Sharks        | 2011            | 2016           | NON JIFF                              |
| Rodrigo Capó Ortega  | Deuxième ligne      | 8 décembre 1980   | Uruguay              | 32 (25)                  | SO Millau          | 2002            | 2016           | NON JIFF                              |
| Benjamin Desroche    | Deuxième ligne      | 29 octobre 1989   | France               | -                        | Stade toulousain   | 2011            | 2016           | JIFF                                  |
| Victor Moreaux       | Deuxième ligne      | 19 septembre 1993 | France               |                          | Stade Toulousain   | 2013            |                | JIFF                                  |
| Richie Gray          | Deuxième ligne      | 24 août 1989      | Écosse               | 44 (10)                  | Sale Sharks        | 2013            | 2016           | NON JIFF                              |
| Christophe Samson    | Deuxième ligne      | 1er mars 1984     | France               | 5 (0)                    | RC Toulon          | 2012            | 2016           | JIFF                                  |
| John Beattie         | 3e ligne centre     | 21 novembre 1985  | Écosse               | 38 (15)                  | Montpellier        | 2014            | 2017           | NON JIFF                              |
| Piula Faasalele      | 3e ligne centre     | 22 janvier 1988   | Samoa                | 2 (0)                    | Stade rochelais    | 2012            | 2016           | NON JIFF                              |
| Alexandre Bias       | 3e ligne aile       | 21 avril 1981     | France               | -                        | Montpellier HR     | 2015            | 2017           | NON JIFF                              |
| Yannick Caballero    | 3e ligne aile       | 3 avril 1983      | France               | 1 (0)                    | US Montauban       | 2009            | 2016           | JIFF                                  |
| Ibrahim Diarra       | 3e ligne aile       | 25 mai 1983       | France               | 1 (0)                    | US Montauban       | 2009            | 2016           | JIFF                                  |
| Alex Tulou           | 3e ligne aile       | 21 mars 1987      | Samoa américaines    | -                        | Montpellier HR     | 2015            | 2018           | NON JIFF                              |
| Antoine Dupont       | Demi de mêlée       | 15 novembre 1996  | France               | -                        | Auch               | 2014            | 2017           | JIFF                                  |
| Rory Kockott         | Demi de mêlée       | 25 juin 1986      | France               | 7 (11)                   | Lions              | 2011            | 2017           | NON JIFF                              |
| Julien Seron         | Demi de mêlée       | 1er novembre 1983 | France               | -                        | Carcassonne        | 2015            | 2017           | JIFF                                  |
| Daniel Kirkpatrick   | Demi d'ouverture    | 28 décembre 1988  | Nouvelle-Zélande     | -                        | Blues              | 2012            | 2016           | NON JIFF                              |
| Benjamín Urdapilleta | Demi d'ouverture    | 11 mars 1989      | Argentine            | 10 (40)                  | US Oyonnax         | 2015            | 2017           | NON JIFF                              |
| Romain Cabannes      | Trois-quarts centre | 2 décembre 1984   | France               | -                        | Biarritz olympique | 2009            | 2016           | JIFF                                  |
| Florian Vialelle     | Trois-quarts centre | 5 octobre 1993    | France               | -                        | SC Albi            | 2014            |                | JIFF                                  |
| Thomas Combezou      | Trois-quarts centre | 26 janvier 1987   | France               | -                        | Montpellier        | 2014            | 2015           | NON JIFF                              |
| Rémi Lamerat         | Trois-quarts centre | 14 janvier 1990   | France               | 6 (0)                    | Stade toulousain   | 2011            | 2016           | JIFF                                  |
| Rémy Grosso          | Trois-quarts aile   | 4 décembre 1988   | France               | -                        | Lyon               | 2013            | 2017           | JIFF                                  |
| Romain Martial       | Trois-quarts aile   | 13 novembre 1984  | France               | 1 (0)                    | RC Narbonne        | 2010            | 2017           | JIFF                                  |
| Sitiveni Sivivatu    | Trois-quarts aile   | 19 avril 1982     | Nouvelle-Zélande     | 45 (145)                 | Clermont           | 2014            | 2017           | NON JIFF                              |
| David Smith          | Trois-quarts aile   | 12 octobre 1986   | Nouvelle-Zélande     | -                        | RC Toulon          | 2015            | 2019           | NON JIFF                              |
| Rudi Wulf            | Trois-quarts aile   | 2 février 1984    | Nouvelle-Zélande     | 4 (0)                    | RC Toulon          | 2015            | 2019           | NON JIFF                              |
| Julien Dumora        | Arrière             | 24 mars 1988      | France               | -                        | Lyon               | 2014            | 2016           | JIFF                                  |
| Geoffrey Palis       | Arrière             | 8 juillet 1991    | France               | -                        | Albi               | 2013            | 2016           | JIFF                                  |

## Statistiques

### Statistiques collectives
Attaque
Défense

### Statistiques individuelles
Meilleur réalisateur